# Herpetogramma continualis
Herpetogramma continualis là một loài bướm đêm trong họ Crambidae.